# فریزهوست
فریزهوست بسکت (انگلیسی: Fryshuset Basket) یک باشگاه بسکتبال است که در سال ۱۹۸۴ در استکهلم سوئد تأسیس شد. این باشگاه در لیگ برتر بسکتبال سوئد بازی می‌کند. بازی‌های خانگی آن در سالن ورزشی فریزهوست انجام می‌شود.